# Рут Стенли Фарнам
Рут Стенли Фарнам (Ruth Farnam, 1873 — 1956) је била америчка дабротворка медицинска сестра, војник и писац. Она је једина Американка позната по томе што је током Првог светског рата служила у улози добровољне болничарке, негујући и лечећи рањенике у Српској војсци током Балканских ратова. Сећања на Србију преточила је у књигу о Србима, са посебним освртом на српску жену као жртву рата.

## Живот и каријера
Рођена је у 1873. године у граду Пачог у држави Њујорк као кћи Вилијама Хенрија Стенлија (William Henry Stanley) и Иде Џеј Овертон Стенли (Ida Jay Overton Stanley). 
Први пут се удала 13. јуна 1899. године за Чарлса Хенрија Фарнама, Јуниора (Charles Henry Farnam, Junior) да би се након његове смрти 1909. године, удала по други пут 25. фебруара 1928. за барона Рејмонда де Лозе (Baron Raymond de Loze) и до краја живота носила титулу баронесе. . 
Преминула је 1956. године.

## Дело

### У Србији за време Балканских ратова
Као велика добротворка, Рут Фарнам је радила у Србији од 1912. и 1913. године у улози добровољне болничарке, негујући и лечећи рањене српске војнике.

### У Србији у Великом рату
Почетком 1915. године допутавала је у Србију и у Врњцима и околини делила помоћ сиромашним породицама до окупације. Потом се придружила Српском црвеном крсту и радила на сузбијању епидемије тифуса, у медицинским мисијама и радила на прикупљању хуманитарне помоћи. После битке на Црној реци  11. октобра 1916. постала је почасни војник и наредник Првог коњичког пука. 
Када је непријатељ у октобру 1915. године заузео српску државу, отпутовала је за Америку. и почела је да тамошњу јавност обавештава како писаном речју тако и говором о тешком животу у Србији.

### Рад на прикупљању помоћи за Србију
Почетком 1917. године Рут Фарнам је путовала у Колорадо Спрингс са Јеленом Лозанић Фортингам, и од априла 1917 држала говоре у позориштима, на улицама и јавним зградама, у којима је позивала младиће да се прихвате војничке дужности и јаве у војску и морнарицу.
Осим тога, држала је и говор са професором Пупином у корист добровољног регрутовања Срба, као и са Јеленом Лозанић у Њујорку.1041 Када је у Њујорку формиран „Базар” за прикупљање новчаних средстава за савезнике, Рут је анимирала пролазнике својим изгледом, била је у униформи српског наредника са три ордена на грудима и корбачем у руци, праћена причом о Србима, Србији и српском јунаштву.

### Послератне активности
По повратку у Сједињене Америчке Државе радила је на прикупљању помоћи и држала предавања о Србији и страдању српског народа током Првог светског рата, а 1918. године објавила је књигу у којој је описала шта је видела и доживела у „напаћеној Србији“, под насловом „Nation at Вау - What аn Аmeгіcan Woman Saw and Did in Suffering Serbia“. Књига је штампана у 30.000 примерака и у Америци се веома брзо распродала. 
Јелена Лозанић-Фортингхам, о активностима Фaрнамове пише: 
Рут је јединствена за ову врсту посла. У походној униформи српског наредника, са три ордена на грудима и малим корбачем у руци, ана изгледа егзотично и оригинално. Веома је интересантна за публику, те се oко ње свет стално купи, док му она неуморно говори о Србији, Србима и српском јунаштву, као и о нашим данашњим потребама.

## Признања
За заслуге у ратовима напростору Србије додељена су јој следећа признања:
- Албанска споменица,
- Крста милосрђа,
- Ордена Светог Саве, четвртог и петог степена[9]
- Похвала Начелника штаба Врховне команде, војводе Живојина Мишића, у којој као образложење стоји: [...] једном речи, за последњих 7 година радила је за Српство као што може и најискренији и најбољи пријатељ. За овакав искрен, предан и успешан рад похваљујем овим наредника српске војске г-ђу Фарнам (Ruth Farnam).[5]

## Спољашне везе
A Nation at Bay: What an American Woman Saw and Did in Suffering Serbia